# Chonlawit Kanuengkid
Chonlawit Kanuengkid (thailändisch ชลวิทย์ คนึงคิด, * 20. April 1992), auch als Beer bekannt, ist ein thailändischer Fußballspieler.

## Karriere
Chonlawit Kanuengkid spielt seit Mitte 2018 bei Chiangrai United. Wo er vorher gespielt hat, ist unbekannt. Der Verein aus Chiangrai spielte in der höchsten Liga des Landes, der Thai League. 2018 absolvierte er sechs Spiele in der ersten Liga. Mit dem Verein gewann er 2018 den Thai League Cup und den FA Cup. Die Saison 2019 wurde er an den Ligakonkurrenten Chiangmai FC aus Chiangmai ausgeliehen. Für den Erstligisten stand er dreimal auf dem Spielfeld. Im Anschluss wurde er Anfang 2020 an den Zweitligaaufsteiger Phrae United FC nach Phrae ausgeliehen. Für Phrae absolvierte er 22 Zweitligaspiele. Nach Vertragsende in Chiangrai wechselte er im Mai 2021 zum Zweitligaaufsteiger Lamphun Warriors FC. Am Ende der Saison feierte er mit dem Verein aus Lamphun die Meisterschaft der zweiten Liga und den Aufstieg in die erste Liga. Zu Beginn der Saison 2023/24 wechselte er im Juli 2023 auf Leihbasis zum Zweitligisten Chiangmai United FC. Für den Zweitligisten aus Chiangmai bestritt er 32 Ligaspiele. Nach der Ausleihe kehrte er zu den Warriors zurück. Nach der Rückkehr wurde sein Vertrag bei den Warriors nicht verlängert. Im Juni 2024 unterschrieb er einen Vertrag beim Zweitligisten Chiangmai United FC. Nach einer Spielzeit, in der er 31 Ligaspiele bestritt, wurde sein Vertrag im Sommer 2025 nicht verlängert. Ende Juli 2025 unterschrieb er in Singapur einen Vertrag beim Erstligisten Hougang United.

## Erfolge
Chiangrai United
- Thailändischer Pokalsieger: 2018
- Thailändischer Ligapokalsieger: 2018

Lamphun Warriors FC
- Thailändischer Zweitligameister: 2021/22  ▲